# Buddy Holly (노래)
"Buddy Holly"는 미국의 록 밴드 위저의 노래이다. 리버스 쿼모가 작사·작곡했으며 버디 홀리의 58번째 생일인 1994년 9월 7일에 밴드의 데뷔 앨범인 《Weezer (Blue Album)》의 두번째 싱글로 발매되었다.

## 제작
리버스 쿼모는 친구들이 아시아계 여자친구를 놀렸던 것을 모티브로 작곡하였다.  그는 원래 노래가 진부하고 밴드가 추구하는 음악과 맞지 않는다고 생각해 앨범에 넣지 않을 생각이었으나, 프로듀서였던 릭 오케이섹의 설득으로 앨범에 넣게되었다.
쿠오모가 녹음한 데모 버전의 "Buddy Holly"는 《Alone: The Home Recordings of Rivers Cuomo》에 수록되었으며, 앨범에 수록된 것보다 느린 템포로 연주되었다.

## 참여 인원
- 리버스 쿼모 - 리드 기타, 리듬 기타, 리드 보컬, 키보드
- 브라이언 벨 - 배킹 보컬
- 맷 샤프 - 베이스, 배킹 보컬
- 패트릭 윌슨 - 드럼